# اوک هیلز (پنسیلوانیا)
اوک هیلز (به انگلیسی: Oak Hills) یک منطقهٔ مسکونی در ایالات متحده آمریکا است که در شهرستان باتلر، پنسیلوانیا واقع شده‌است. اوک هیلز ۸٫۷ کیلومتر مربع مساحت و ۲٬۳۳۳ نفر جمعیت دارد و ۳۷۴٫۹۱ متر بالاتر از سطح دریا واقع شده‌است.